# Lothar Pauly
Lothar Pauly (* 4. März 1959 in Bad Homburg vor der Höhe) ist ein deutscher Manager.

## T-Systems
Lothar Pauly war von Oktober 2005 bis 31. Mai 2007 Chief Executive Officer (CEO) der Telekom-Tochter T-Systems. Er war im Vorstand der Telekom für Systemgeschäft, Produktion, IT und Einkauf verantwortlich. Pauly trat im Mai 2007 von seinem Posten als CEO zurück, „um Schaden vom Telekom-Konzern fernzuhalten“. Pauly bekam laut Geschäftsbericht 2007 eine Abfindung in Höhe von 2,125 Millionen Euro, sowie bis einschließlich Januar 2009 monatlich gut 117 000 Euro ausbezahlt.

## Siemens
Zuvor war Lothar Pauly fast seine gesamte Karriere über beim Elektronikkonzern Siemens beschäftigt, zuletzt als Leiter des Geschäftsbereichs Communications (Com).
Dort hatte er entscheidenden Anteil an dessen Gründung im Jahr 2004 durch den Zusammenschluss der beiden ehemaligen Bereiche Mobilfunk (ICM) und Festnetz (ICN) und prägte die beabsichtigte Strategie eines integrierten Gesamtanbieters in der Telekommunikation (Produkt-, System-, Servicegeschäft, d. h. vom Endgerät über die Netzinfrastruktur bis hin zum Kundenservice). Diese Strategie wurde vom neuen Siemens-Vorstandsvorsitzenden Klaus Kleinfeld jedoch nach kurzer Zeit aufgrund anhaltend schwacher Erträge im Bereich Communications wieder aufgegeben und dieser in der Folge Stück für Stück verkauft bzw. in ein Joint Venture mit Nokia eingebracht.
So wurde unter der Leitung von Pauly im Sommer 2005 auch die defizitäre Handy-Sparte von Siemens mit insgesamt 6000 Mitarbeitern unter Zuzahlung von etwa 300 Millionen Euro an den taiwanesischen Konkurrenten BenQ verkauft. Kurz darauf verließ Pauly das Unternehmen und wechselte zu T-Systems. Am 29. September 2006 hat die BenQ Mobile GmbH & Co. OHG Insolvenzantrag beim AG München gestellt. Durch diese „Insolvenzlösung“ fallen keine Kosten für Sozialpläne etc. an, wie sie bei betriebsbedingten Kündigungen im Siemens-Konzern wohl üblich gewesen wären.
Die Staatsanwaltschaft München ermittelt gegen Pauly wegen seiner möglichen Verstrickung in die Schmiergeldaffäre beim Siemens-Konzern.

## Leben
- Ausbildung als Industriekaufmann
- Studium der Betriebswirtschaftslehre in München
- 1987 Eintritt in die Siemens AG, verschiedene kaufmännische Tätigkeiten im Unternehmensbereich Nachrichten- und Sicherungstechnik
- 1996 Leiter des Geschäftsgebiets Mobile Netze
- April 2000 Chief Operating Officer (COO) im Bereichsvorstand des Mobilfunkbereichs ICM
- Oktober 2004 Chief Executive Officer (CEO) des Unternehmensbereichs Communications der Siemens AG
- Oktober 2005 Chief Executive Officer (CEO) der Telekom-Tochter T-Systems und Mitglied des Konzernvorstandes der Deutschen Telekom AG für das Geschäftsfeld Geschäftskunden
- 31. Mai 2007 scheidet auf eigenen Wunsch als T-Systems Chef und Mitglied des Vorstandes der Deutschen Telekom aus
- 26. Oktober 2017 tritt in den Aufsichtsrat der SHS VIVEON AG, dessen Vorsitz er zum 30. November 2017 übernommen hat[2]